# Marcin Matkowski
Marcin Matkovski (Barlinek, 15 de Janeiro de 1981) é um ex-tenista profissional polonês, é um especialista em duplas ao lado do parceiro Mariusz Fyrstenberg, ao todo já levantou 18 titulos da ATP em duplas.
Anunciou aposentadoria em 2019. Seu último jogo foi em setembro do mesmo ano, pelo grupo III do zonal da Europa na Copa Davis.

## Grand Slam finais

### Duplas: 1 (0–1)
| Posição | Ano  | Campeonato | Piso | Parceiro            | Oponentes                        | Placar   |
| ------- | ---- | ---------- | ---- | ------------------- | -------------------------------- | -------- |
| Vice    | 2011 | US Open    | Duro | Mariusz Fyrstenberg | Jürgen Melzer Philipp Petzschner | 2-6, 2-6 |

### Duplas Mistas: 1 (0–1)
| Posição | Ano  | Campeonato       | Piso   | Parceira       | Oponentes                        | Placar                  |
| ------- | ---- | ---------------- | ------ | -------------- | -------------------------------- | ----------------------- |
| Vice    | 2012 | US Open          | Duro   | Květa Peschke  | Ekaterina Makarova Bruno Soares  | 7–6(10–8), 1–6, [10–12] |
| Vice    | 2015 | Aberto da França | Saibro | Lucie Hradecká | Bethanie Mattek-Sands Mike Bryan | 6–7(3–7), 1–6           |

## ATP finals

### Doubles: 1 (0-1)
| Posição | Ano  | Campeonato | Piso     | Parceiro            | Oponentes                | Placar   |
| ------- | ---- | ---------- | -------- | ------------------- | ------------------------ | -------- |
| Vice    | 2011 | Londres    | Duro (i) | Mariusz Fyrstenberg | Max Mirnyi Daniel Nestor | 5–7, 3–6 |

## Masters 1000 finais

### Duplas: 8 (2 títulos, 6 vices)
| Posição | Ano  | Campeonato | Piso          | Parceiro            | Oponentes                              | Placar                |
| ------- | ---- | ---------- | ------------- | ------------------- | -------------------------------------- | --------------------- |
| Vice    | 2007 | Madrid     | Saibro        | Mariusz Fyrstenberg | Bob Bryan Mike Bryan                   | 3–6, 6–7(4–7)         |
| Campeão | 2008 | Madrid     | Saibro        | Mariusz Fyrstenberg | Mahesh Bhupathi Mark Knowles           | 6–2, 6–4              |
| Vice    | 2009 | Shanghai   | Duro          | Mariusz Fyrstenberg | Julien Benneteau Jo-Wilfried Tsonga    | 2-6, 4-6              |
| Vice    | 2010 | Shanghai   | Duro          | Mariusz Fyrstenberg | Jürgen Melzer Leander Paes             | 5–7, 6–4, [5–10]      |
| Campeão | 2012 | Madrid     | Saibro (azul) | Mariusz Fyrstenberg | Robert Lindstedt Horia Tecău           | 6–3, 6–4              |
| Vice    | 2013 | Miami      | Duro          | Mariusz Fyrstenberg | Aisam-ul-Haq Qureshi Jean-Julien Rojer | 4–6, 1–6              |
| Vice    | 2014 | Paris      | Duro (i)      | Jürgen Melzer       | Bob Bryan Mike Bryan                   | 6–7(5–7), 7–5, [6–10] |
| Vice    | 2015 | Madrid     | Saibro        | Nenad Zimonjić      | Rohan Bopanna Florin Mergea            | 6–2, 6–7(5–7), [11–9] |